# Parvobasidium
Parvobasidium là một chi nấm thuộc họ Cystostereaceae.